# 博蒙 (多姆山省)
博蒙（法語：Beaumont，法語發音：[bomɔ̃] ⓘ）是法国多姆山省的一个市镇，属于克莱蒙费朗区。

## 地理
博蒙（45°45'6"N, 3°4'59"E）面积4.01 平方千米，位于法国奥弗涅-罗讷-阿尔卑斯大区多姆山省，该省份为法国中南部省份，北起阿列省接壤，东临卢瓦尔省，南至上盧瓦爾省和康塔爾省，西接科雷兹省和克勒兹省。
与博蒙接壤的市镇（或旧市镇、城区）包括：欧比耶尔、塞拉、克莱蒙费朗、罗马尼亚。
博蒙的时区为UTC+01:00、UTC+02:00（夏令时）。

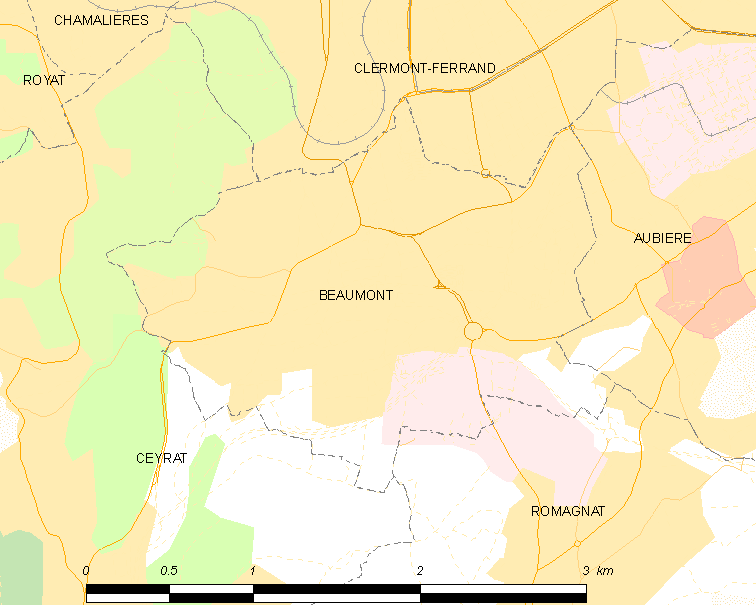
博蒙的OSM定位图

## 行政
博蒙的邮政编码为63110，INSEE市镇编码为63032。

## 政治
博蒙所属的省级选区为博蒙县。

## 人口

1962-2008年间博蒙人口变化图示

博蒙于2022年1月1日时的人口数量为10787人。